# ژرووا
ژرووا (به لهستانی:  Żyrowa) یک روستا در لهستان است که در گمینا زجشوویتسه واقع شده‌است. ژرووا ۷۶۰ نفر جمعیت دارد.